# Ruttnerella
Ruttnerella là một chi rêu trong họ Cephaloziellaceae.